# Surfin' U.S.A.
| 전문가 평가                   | 전문가 평가 |
| 평가 점수                     | 평가 점수   |
| 출처                          | 점수        |
| ----------------------------- | ----------- |
| AllMusic                      | [ 1 ]       |
| Blender                       | [ 2 ]       |
| Encyclopedia of Popular Music | [ 3 ]       |
| The Rolling Stone Album Guide | [ 4 ]       |

《Surfin' U.S.A.》는 미국의 록 밴드 비치 보이스의 두 번째 스튜디오 음반이다. 이 음반은 빌보드 200 차트에서 78주 동안 지속되어 미국에서 2위에 올랐고, 결국 미국 음반 산업 협회에 의해 골드를 획득하였고, 이 그룹이 새로운 국가적 성공을 거두게 되었다. 그것은 B-사이드 〈Shut Down〉과 함께 타이틀곡인 싱글 음반이 주도했고, 영국에서 이 음반은 1965년 말에 뒤늦게 발매되어 17위에 올랐다.
음반 녹음의 대부분은 《Surfin' Safari》가 발매된 지 3개월 후인 1963년 첫 주에 시작되었다. 이 그룹의 데뷔 음반처럼, 비록 밴드 리더 브라이언 윌슨이 이 음반의 작곡에 많이 관여했음에도 불구하고, 프로듀싱은 표면적으로는 캐피틀 레코드의 아티스트들과 레퍼토리의 대표인 닉 베네트에게 인정되었다. 이 음반은 보컬을 더블 트랙하는 연습의 시작을 의미하며, 그 결과 더 풍성한 소리가 난다.

## 커버 아트
앞면 커버에 장식된 사진은 1960년 1월 사진작가 겸 서퍼 존 세버슨이 찍은 것으로 캘리포니아에 본사를 둔 웨이버라이더 레슬리 윌리엄스가 하와이 선셋비치에서 겨울을 나는 모습이 담겨 있다. 세버슨 《서퍼》 매거진의 전면 커버용으로 제작되었으며, 컬러 분리 과정에서 오리지널 음극이 손상되어 인쇄물에 등장할 수 없었다. 캐피틀 레코드가 새로운 비치 보이스 음반에 적합한 사진을 요청하자 세버슨은 손상된 이미지를 고쳐서 그들에게 팔았다.

## 곡 목록
| #  | 제목                  | 작사·작곡                                      | 리드 보컬   | 재생 시간 |
| -- | --------------------- | ---------------------------------------------- | ----------- | --------- |
| 1. | 〈Surfin' U.S.A.〉    | 브라이언 윌슨, 척 베리                         | 마이크 러브 | 2:27      |
| 2. | 〈Farmer's Daughter〉 | B. 윌슨, 러브                                  | B. 윌슨     | 1:49      |
| 3. | 〈Misirlou〉          | 닉 루바니스, 프레드 와이즈, 밀턴 리즈, 밥 러셀 | 기악        | 2:03      |
| 4. | 〈Stoked〉            | B. 윌슨                                        | 기악        | 1:59      |
| 5. | 〈Lonely Sea〉        | B. 윌슨, 게리 어셔                             | B. 윌슨     | 2:21      |
| 6. | 〈Shut Down〉         | B. 윌슨, 로저 크리스찬                         | 러브        | 1:49      |

| #  | 제목                  | 작사·작곡                                          | 리드 보컬 | 재생 시간 |
| -- | --------------------- | -------------------------------------------------- | --------- | --------- |
| 1. | 〈Noble Surfer〉      | B. 윌슨, 러브                                      | 러브      | 1:51      |
| 2. | 〈Honky Tonk〉        | 빌 도제트, 셰프 셰퍼드, 클리포드 스콧, 빌리 버틀러 | 기악      | 2:01      |
| 3. | 〈Lana〉              | B. 윌슨                                            | B. 윌슨   | 1:39      |
| 4. | 〈Surf Jam〉          | 칼 윌슨                                            | 기악      | 2:10      |
| 5. | 〈Let's Go Trippin'〉 | 딕 데일                                            | 기악      | 1:57      |
| 6. | 〈Finders Keepers〉   | B. 윌슨, 러브                                      | 러브      | 1:38      |